# إستيفان كليميك
إستيفان كليميك (بالرومانية: István Klimek)‏ (15 أبريل 1913 - 12 نوفمبر 1988) لاعب كرة قدم روماني راحل كان يجيد اللعب في خط الهجوم.
لعب طوال مسيرته الرياضية في أندية إلسا تيميشوارا.
شارك مع منتخب رومانيا في بطولة كأس العالم 1934 في إيطاليا حيث خرج من الدور الثمن النهائي.

## وصلات خارجية
- إشتڤان كليميك على موقع ناشيونال فوتبول تيمز (الإنجليزية)
- إشتڤان كليميك على موقع عالم كرة القدم.نت (الإنجليزية)

- سيرة ذاتية[وصلة مكسورة]